# Цендровиці
Цендровиці (пол. Cendrowice) — село в Польщі, у гміні Ґура-Кальварія Пясечинського повіту Мазовецького воєводства.
Населення — 289 осіб (2011).
У 1975-1998 роках село належало до Варшавського воєводства.

## Демографія
Демографічна структура станом на 31 березня 2011 року:
|          | Загалом | Допрацездатний вік | Працездатний вік | Постпрацездатний вік |
| -------- | ------- | ------------------ | ---------------- | -------------------- |
| Чоловіки | 132     | 31                 | 93               | 8                    |
| Жінки    | 157     | 29                 | 97               | 31                   |
| Разом    | 289     | 60                 | 190              | 39                   |